# Mandiá
Santa Uxía de Mandiá és una parròquia del municipi gallec de Ferrol, a la província de la Corunya. Es troba al nord del terme municipal. Entre el seu patrimoni destaca l'església parroquial. A l'escola d'aquesta parròquia va estar destinada entre 1918 i 1928 la mestra i inventora Ángela Ruiz Robles.
L'any 2015 tenia una població de 655 habitants agrupats en 8 entitats de població: Bustelo, Chá, O Confurco, A Espiñeira, Fontela, Rilo, Taboada i Vilela.